# 补给线

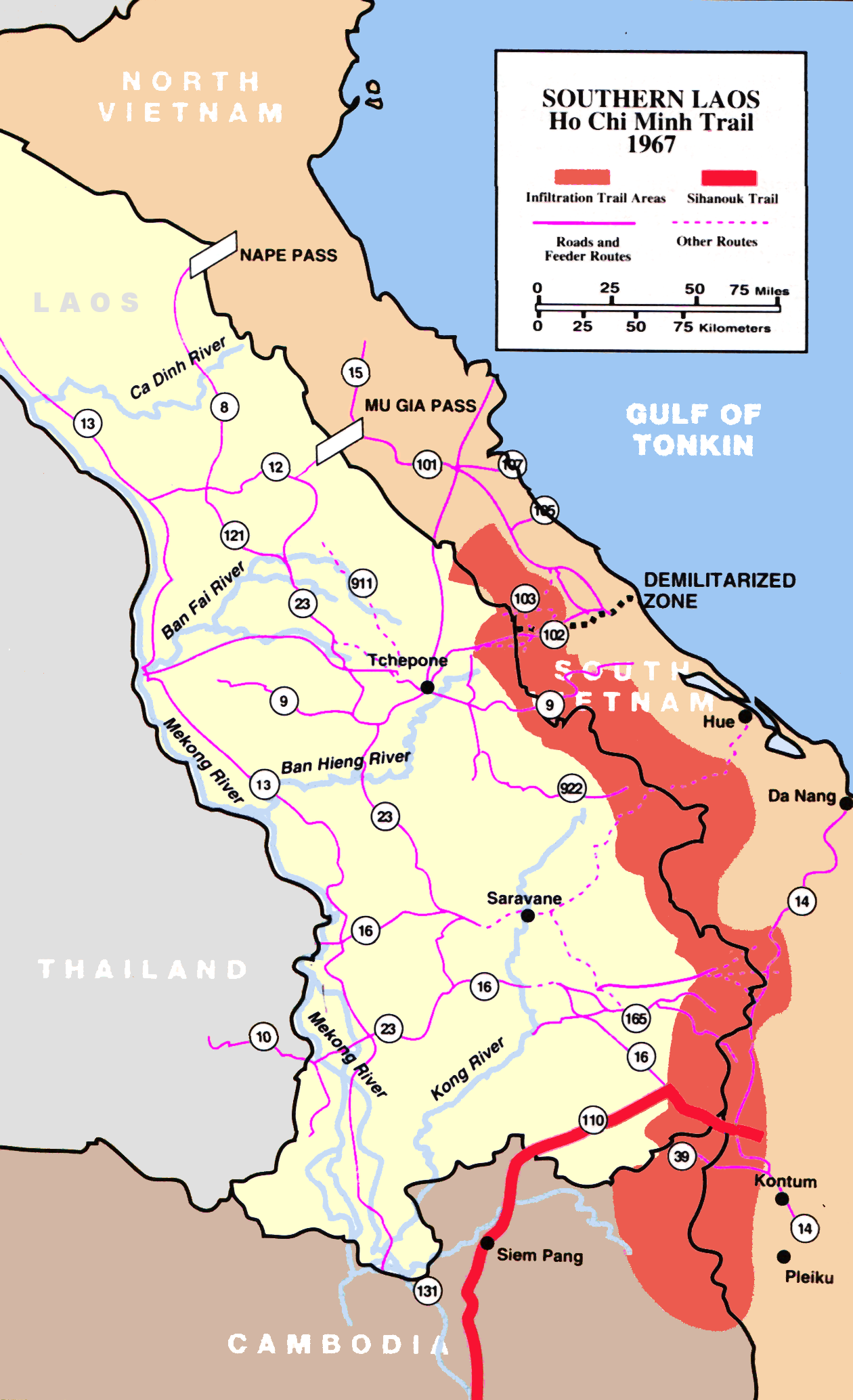
1967年越共的胡志明小道補給線

补给线泛指軍事上運輸軍隊所需一切有形物資及兵力從後方到前線的交通路線，可能是海上、陸上、航空的形式，也常作為後送傷兵和撤軍時的路線，後勤本身對勝敗極為重要，若此線被敵軍得知並有效切斷而前線物資兵力又吃緊時，往往會造成全軍覆沒的下場，軍事上的包圍戰術也隱含有切斷補給線的意圖。

## 意義
補給線通常視為軍事行動中的弱點，因為越往前推進的軍隊，補給線拉得越長，投入的保護兵力越多也越難維持，缺乏補給也會讓作戰進行不下去而到戰線邊緣。
主流軍事觀點主張補給線要和前線為平行狀態是最理想，也稱「側面補給」；補給線和前線為垂直時，視為最不利因素，稱為「垂直補給」

### 側面補給
- 主力軍可同時負擔補給線一面的保護者
- 補給線另一面為後方相對安全
- 輸送過程中可以沿路卸貨，運到最遠距離的物資最少

### 垂直補給
- 補給線兩側都可能會受到攻擊
- 需另組一支軍隊防衛補給線
- 所有物資都要以最長距離運送。

## 參看
- 戰備儲油
- 補給艦
- 胡志明小道